# 开心岭站
开心岭站位于中国青海省海西州格爾木市唐古拉山镇，于2006年7月1日启用。該站为青藏铁路的无人駐守车站，由青藏铁路集团公司營運。“开心岭”一名是1950年代慕生忠在带领施工团队修建青藏公路时所起。